# Eventyret om julemærket
|  | Denne artikel er oprettet af botten Steenthbot ud fra en ekstern database. Den kan derfor have sproglige fejl eller mangler. Denne skabelon kan fjernes efter kontrol af indholdet. |

Eventyret om julemærket er en dansk dokumentarfilm fra 1956 instrueret af Jess Jessen.

## Handling
Siden 1904 er der hvert år udgivet et særligt julemærke, som man kan påklistre sine postforsendelser i forbindelse med juleposten. Salget af julemærker er grundlaget for oprettelsen og driften af julemærkehjemmene rundt om i Danmark. Hjemmene har til formål at huse og hjælpe udsatte og særligt trængende børn. Filmen viser forskellige optagelser fra dagligdagen på syv hjem, herunder Hobro, Juelsminde (nedlagt i 1956), Fjordmark ved Flensborg Fjord, Holbølls Minde i Svendborg, Lindersvold, Mørkøv og Kildemose ved Frederiksværk. Børnenes dag består bl.a. af undervisning, lægebesøg, leg og hygge i haven med husdyr, fællesspisning, let mark- og havearbejde, gåture og strandture. Ved juletid boltrer børnene sig i sneen, og til juleaften danser de om juletræet og får gaver af julemanden.